# Glansvädd
Glansvädd (Scabiosa lucida) är en växtart i familjen väddväxter från centrala och södra Europas berg. Den växer på klippor och steniga platser. Arten odlas ibland som trädgårdsväxt i Sverige.